# Heteralonia chorogensis
Heteralonia chorogensis är en tvåvingeart som först beskrevs av Belanovsky 1950.  Heteralonia chorogensis ingår i släktet Heteralonia och familjen svävflugor. Inga underarter finns listade i Catalogue of Life.